# Iwan Jerjomin
Iwan Oleksandrowytsch Jerjomin (ukrainisch Іван Олександрович Єрьомін; * 30. Mai 1989) ist ein ukrainischer Leichtathlet, der sich auf den Stabhochsprung spezialisiert hat.

## Sportliche Laufbahn
Erste internationale Erfahrungen sammelte Iwan Jerjomin im Jahr 2007, als er bei den Junioreneuropameisterschaften in Hengelo mit übersprungenen 4,40 m in der Qualifikation ausschied, wie auch bei den Juniorenweltmeisterschaften im Jahr darauf in Bydgoszcz mit 4,70 m. 2011 belegte er bei den U23-Europameisterschaften in Ostrava mit einer Höhe von 5,30 m den siebten Platz und 2013 scheiterte er bei den Halleneuropameisterschaften in Göteborg mit 5,60 m in der Qualifikation aus. Im Sommer nahm er dann an den Weltmeisterschaften in Moskau teil, verpasste aber auch dort mit 5,40 m den Finaleinzug. 2021 gewann er dann bei den Balkan-Hallenmeisterschaften in Istanbul mit einem Sprung über 5,40 m die Bronzemedaille und wurde bei den Freiluftmeisterschaften in Smederevo mit 5,30 m Vierter.
In den Jahren von 2016 bis 2018 sowie 2021 wurde Jerjomin ukrainischer Meister im Stabhochsprung im Freien sowie 2016 und 2021 auch in der Halle.

## Persönliche Bestleistungen
- Stabhochsprung: 5,60 m, 16. Juni 2013 in Charkiw
  - Halle: 5,60 m, 2. März 2013 in Göteborg